# Lendva
Lendva (korábban Alsólendva, Alsólindva, szlovénül: Lendava IPA: [ˈleːndaʋa], korábban Dolnja Lendava IPA: [ˈdoːlnja ˈleːndaʋa], horvátul: Lendava, németül: Lindau, korábban Unter-Limbach, vendül: Dolenja Lendava) város és a hasonló nevű község székhelye Szlovéniában, a Pomurska régióban. A Muravidék és a szlovéniai magyarok központi települése.

## Fekvése
Muraszombattól 30 km-re délkeletre, Lentitől 19 km-re délnyugatra, Rédicstől 10 km-re délre, Tornyiszentmiklóstól 6 km-re nyugatra fekszik. A várost érinti az A5-ös autópálya, amely az M70-es autópályához csatlakozik. A település a Lendva-patak partjára, a város fölé magasodó Vár-, és Szőlőhegy nyugati lábához települt. Vasútvonalát 1880. október 12-én adták át a Csáktornya-Lendva-Rédics-Zalaegerszeg-vasútvonalként. A magyar határátmenet 1947-ben történt felszedése után vasúton csak Horvátország felől közelíthető meg, a teherforgalmat szolgáló pályán.

## Népesség
| 2019 | 10 464 |
| 2020 | 2 954  |

## Lendva község
A lendvai alapfokú közigazgatási egységhez, azaz községhez a következő települések tartoznak: Alsólakos (Dolnji Lakoš), Bánuta (Banuta), Benica, Csente (Čentiba), Felsőlakos (Gornji Lakoš), Göntérháza (Genterovci), Hármasmalom (Trimlini), Hosszúfaluhegy (Dolgovaške Gorice), Kámaháza (Kamovci), Kapca, Kót (Kot), Lendva, Lendvahegy (Lendavske gorice), Hídvég (Mostje), Hosszúfalu (Dolga vas), Murarév (Hotiza), Petesháza (Petišovci), Pince, Pincemajor, Radamos (Radmožanci), Völgyifalu (Dolina pri Lendavi) és Gyertyános (Gaberje).

## Nevének eredete
A település nevét a folyóról kapta, amelynek elnevezése a szláv lendava (= ugar, parlag) főnévből származik.

## Története
A város határában három-négyezer éves, rézkori és bronzkori települések maradványait tárták fel.
A 20. század 80-as éveiig azt feltételezték, hogy a római korban a források szerint Halicanum névvel a Poetovio és Savaria közötti hadiúton lévő katonai állomás itt volt. Később a régészek és történészek Halicanumot a ma Horvátországban fekvő Muraszentmárton határában feltárt római településsel azonosították. A népvándorlás idején is mindig volt település, szálláshely a környéken. A Lendva-patak melletti település már 860-ban létezett, ekkor adományozta a Német Lajos király a salzburgi érseknek.
A magyar honfoglalás idejétől a terület a gyepűhöz, gyepűelvéhez tartozott, de ekkoriban létezett egy őrállás jellegű település a mai Lendva helyén. Később, a gyepűelvék benépesítése során, a Hahótok (Hoholt) német eredetű nemzetségének birtokába került a környék. Ebből az alkalomból, 1192-ből származik első írásos említése. Várát 1272-ben említik, ekkor a Hahót nemzetségé. 1314-ben Kőszegi János foglalta el, de Károly Róbert 1323-ban visszaadta Hahót Miklósnak. A Hahót nemzetség neve a 14. században a Bánffyra változott. Egyházközségét 1334-ben említik először a források. 1367-ben Nagy Lajos király Hahót nembeli Lendvai Miklós bán fiainak, Istvánnak és Jánosnak Alsólendvára vonatkozóan vásárjogot adományozott Simon és Júdás apostolok ünnepére (október 28-ára). 1476. szeptember 24-én itt szállt meg kíséretével Mátyás menyasszonya, Beatrix, Budára menet. Mátyás király maga is járt Lendván, 1480. augusztus 28. – szeptember 4. között táborozott itt egy szlavóniai hadjáratra készülve.

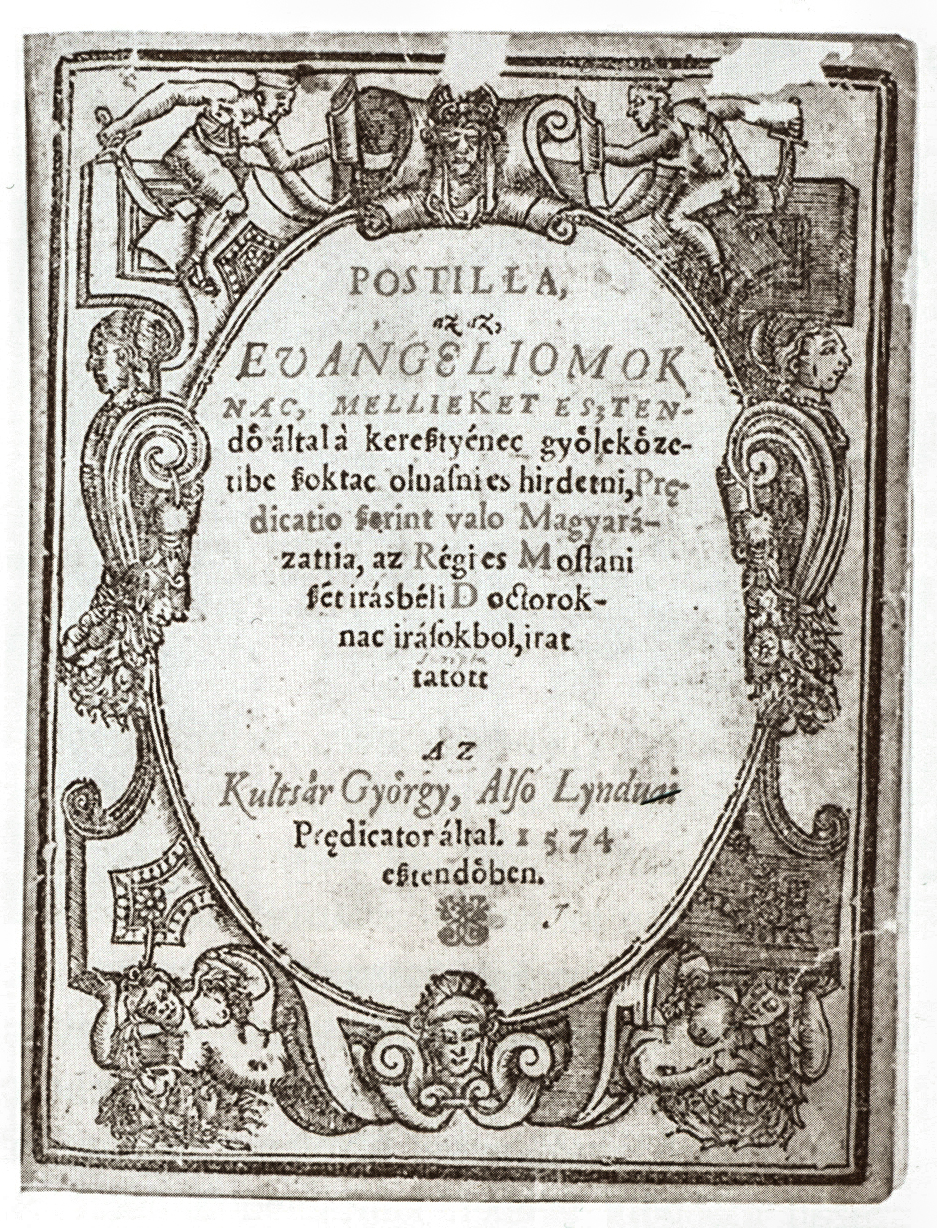
Kultsár György posztillájának a címlapja

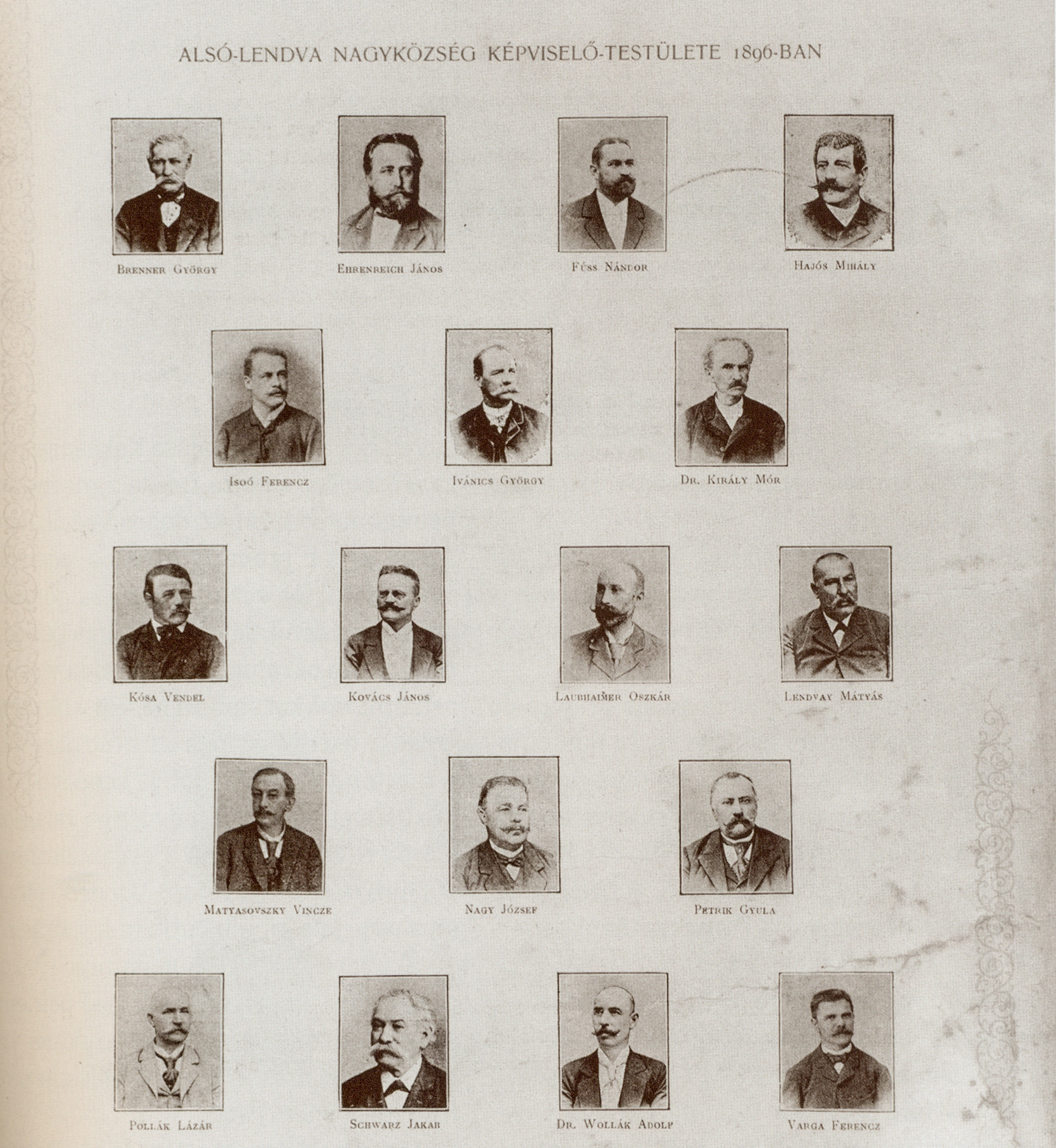
A képviselő-testület tagjai 1896-ban, köztük kakasdi Hajós Mihály és Laubhaimer Oszkár

A település a török harcok alatt viszonylag keveset szenvedett. A 16. – 17. században a reformáció egyik fontos szellemi központja volt nyomdával, híres prédikátorokkal. 1574-ben itt adta ki Rudolf Hoffhalter Kulcsár György lutheránus lelkész Postilláját. A 17. század végén a település az Esterházy grófok birtokába került. A törökök végleges kiűzése után, 1690–1705 között alakították ki az Esterházy hercegek a vár jelenlegi alakját.
Lendvát több földrengés is sújtotta, 1838-ban pedig tűzvész pusztította.
A polgárosodás egyik jeleként 1835-ben Kiss Béla okleveles gyógyszerész megalapította Lendván a Muravidék első gyógyszertárát.
1848 szeptemberében és 1849 júniusában nemzetőrei visszaverték Jellasics horvát bán csapatainak támadását. 1867-ben járási székhely lett, gyors fejlődésnek indult. Több ipari létesítmény után megépült a Zalaegerszeg–Alsólendva–Csáktornya vasútvonal is. Nagy kutatója az alsólendvai történelemnek, egyházasbükki Dervarics Kálmán (1827–1904) aljárásbíró, helytörténész volt.
1910-ben 2729 lakosából 2375 magyar volt, a többiek jobbára szlovének. A második világháborúig jelentős zsidó közösség is élt a városban.
1918-ban a Muraközből horvát csapatok törtek be, de a helyiek a támadást visszaverték. Ebben az időszakban a helyi szlovén frakciók Klekl József vezetésével egy autonóm, vagy független államot akartak teremteni Szlovenszka krajina néven, amelyhez a magyar többségű Alsólendvát is akarták csatlakoztatni, mivel az gazdaságilag fontos központja volt a Vendvidéknek. 1919 késő tavaszán kikiáltották a Vendvidéki Köztársaságot (ez nincs összefüggésben a tervezett Szlovenszka krajinával), melyhez elvileg hozzátartozott Alsólendva is és az itt szervezkedő kommunista magyar katonák támogatták. 1919. április 21. és április 22. között, pedig az alsólendvai ellenforradalom zajlott; ez Magyarországon az első mozgalom volt, amely a kommunista Tanácsköztársaságot próbálta megbuktatni, azonban hamarosan kudarcba fulladt, és a kommunista erők letartoztatták a szervezőket.
A trianoni békeszerződésig, majd 1941–1945 között újra Zala vármegye Alsólendvai járásának székhelye és a Hetés tájegység központja volt. A békeszerződés rendelkezése szerint a Muravidékkel együtt a Szerb–Horvát–Szlovén Királysághoz került, de a jugoszláv hadsereg csak 1919. augusztus 12-én szállta meg. Ezután a város hanyatlásnak indult, addigi kapcsolatai a magyar területen maradt településekkel megszűntek, megszűnt a vasúti összeköttetés is az Alsólendva-Rédics vasútvonalon. Bár az 1945 utáni megtorlások nem érintették olyan mértékben, mint Jugoszlávia más területeit, a magyarság asszimilációja itt is felgyorsult.
Jugoszlávia felbomlásával 1991-ben a független Szlovénia része lett. 2002-ben 11 151 lakosából 5653 szlovénnek, 3917 magyarnak, 86 cigánynak vallotta magát.

## Nevezetességek

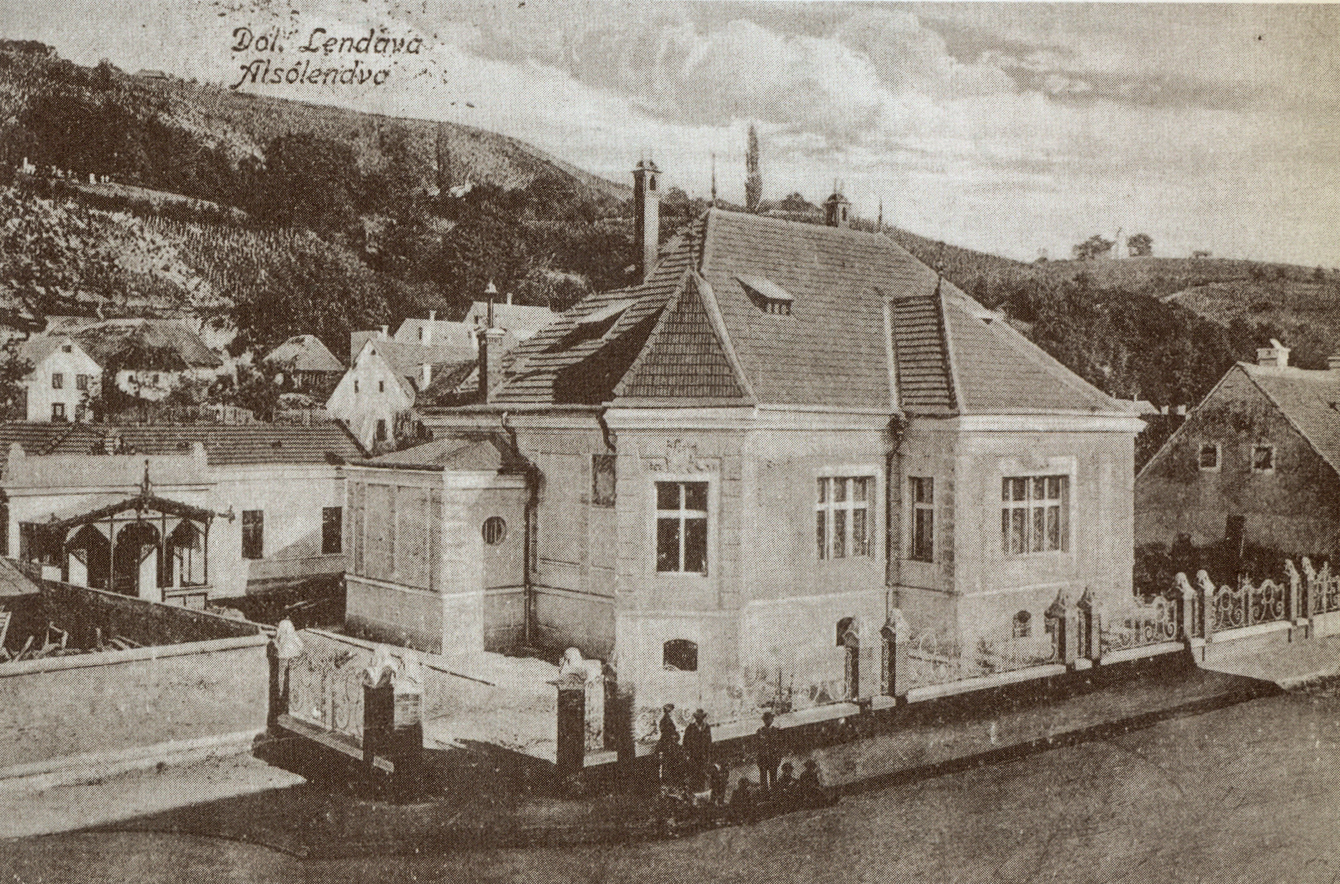
A Laubhaimer-villa egy múlt század eleji képeslapon, ma a városi könyvtár épülete

Szent István király szobra a Templom téren, Lendvában

### Épített örökség, kulturális látnivalók
Bánffy tér (Bánffyjev trg)
- Lendvai vár (Lendavski grad) – A lendvai vár már a 12. században állt a település feletti hegyoldalon, első írásos említése 1192-ből kelt. Mai alakjára 1690 és 1705 között az Esterházy hercegek építtették át. Alaprajza L alakú az akkor uralkodó I. Lipót császár tiszteletére. A 19. században belül jelentős mértékben átépítették, két emelete felett festői manzárd-tetőzetet alakítottak ki. Egészen 1945-ig az Esterházy család birtokában volt. A vár épületében 1973 óta működik a Lendvai Galéria és Múzeum (Galerija-Muzej) működik. Állandó kiállításai: Oloris régészeti kiállítás, mely a közeli Alsólakosban talált bronzkori leleteket mutatja be, Vár a vártán című történelmi gyűjteménye a végvárak emlékeit eleveníti meg, Lapidárium az egykori várfal maradványaival, Néprajzi tárlat hetési népi textíliák felvonultatásával illetve Zala György szobrászművész emlékszobája.

Templom tér (Cerkveni trg)
- Szent Katalin-plébániatemplom (Cerkev svete Katarine) – római katolikus egyházi intézmény, jelenlegi formája 1751-ből származik, egy korábbi barokk épület átépítésével született. Falán Alexandriai Szent Katalin freskója látható (Felix Barazutti, 1800). Az apszis alatt elhelyezkedő sírboltban az Esterházy család nőtagjai és a templom alapítója nyugszik.
- Szent István szobra – a templom előtt álló modern alkotás

Fő utca (Glavna ulica)
- Helytörténeti kiállítás (Galerija-Muzej Lendava) – Fő utca 52., a város polgárosodásába, nyomdászatába és ernyőgyártásába enged betekintést. Az eredetileg lakóháznak emelt épület a 20. század első felében született.
- Bánffy Központ vagy Magyar Nemzeti Művelődési Intézet (Zavod za Kulturno Madžarske Narodnosti) – Jelentős kulturális központ a településen, a Fő utca 32. alatti, egykori polgári lakóházban. A Magyar Nemzeti Művelődési Intézet keretében működik. Galéria, irodalmi kávéház, kulturális jellegű rendezvények otthona.
- Lendvai evangélikus templom (Evangeličanska cerkev) – a Fő utcán álló épület, keleti bejárati oldalán haranglábbal.

Zala György tér (Trg Györgya Zale)
- Kultúrotthon vagy Művelődési ház vagy Színház- és Hangversenyterem (Gledališka in koncertna dvorana) – 2004-ben készült el Makovecz Imre tervei alapján. Építését Lendva községe, a Szlovén Köztársaság és Magyarország finanszírozta. Területe 1400 m², terme 444 vendég számára biztosít ülőhelyet. A földszintet és az előcsarnoki galériát Király Ferenc lendvai szobrászművész alkotásai gazdagítják. Évente kb. 100 különféle rendezvény zajlik az épület falai közt.
- Kulcsár György protestáns prédikátor, tanító és könyvíró szobra (kisplasztika)a városközpontban
- A Zala György téren található, a ma kulturális célokat szolgáló zsinagóga
- A főutca monarchiabeli hangulatát idézi néhány jellegzetes épület: az egykori polgári iskola a Széchenyi- és Kossuth-emléktáblákkal; a Hajós-ház, a homlokzatán látható Kakasdi Hajós Mihály, a polgárosodás meghatározó egyéniségének emléktáblájával; a polgárosodást bemutató kiállításnak helyet adó impozáns épület; a magyar kultúra fellegvárának tekinthető Bánffy Központ; az egykori Korona Szállóból kialakított Városháza; a korabeli járásbíróság és a Laubheimer-villa, amely ma városi könyvtárként működik
- Az egykori alsólendvai Hungária Esernyőgyár, az Osztrák–Magyar Monarchia magyarországi részének első ilyen jellegű létesítménye
- A vidéken született meghatározó személyek emlékhelyei, emléktáblái:

Dobronoki György, a Pázmány Péter alapította nagyszombati egyetem
építtetője és első rektora; Deák Ferenc, a haza bölcse (a család a Dobronak melletti Zsitkócról származik); Zala György szobrászművész; Pataky Kálmán operaénekes; Hadrovics László nyelvész, irodalmár; Gálics István
grafikusművész; Szúnyog Sándor költő; Pandur Lajos festőművész
Terme Lendava termálfürdő – Tomšičeva 2a. alatt. A gyógyvízre 1965-ben találtak rá, amikor a szomszédos Petesházán a remélt kőolaj helyett forró víz jött a felszínre. A vizsgálatok kimutatták, hogy egyedi paraffinos termálvízről van szó. Összesen 1649 m² vízfelület áll a vendégek rendelkezésére (téli-nyári medence, fedett medence, „Szőlőfürt” termálmedence, olimpiai medence csúszdákkal és gyermekmedence). A felújított Lipa szálloda 120 korszerűen berendezett szobával várja a vendégeket, a szálloda mellett a Hársfaliget Apartmanfalu (Lipov gaj) és a télen-nyáron nyitva tartó Lipa Autóskemping szolgál a vendégek elhelyezésére. A kemping különlegessége, hogy a vele szomszédos termálmedencével együtt a szeptember 15-től május 15-ig tartó időszakban naturista jelleggel működik.
Lendvahegy (Lendavske gorice)
- Szentháromság-kápolna (Rimskokatoliško Župnišče) – Szőlőskertek által körülölelt területen emelkedik, 1727–1728-ban épült. Hadik Mihály múmiája itt tekinthető meg.
- Vinarium torony – 2015-ben átadott kilátó a Lendvahegyen

## Kulturális intézmények
- Művelődési Tevékenységek Közalapítványa Lendvai Területi Egység – Fő utca 2.
- Kultúregyesület Lendva – Fő utca 2.
- Magyar Nemzetiségi Művelődési Intézet – Fő utca 124.[10]
- Lendvai Könyvtár és Kulturális Központ – Fő utca 12. (Laubhaimer Oszkár egykori villájában)[11]
- Galéria-Múzeum Lendva – Bánffy tér 1.
- Lendvai Zeneiskola – Fő utca 70.

## Közlekedés
- Rédics felől az A5-ös autópályán közelíthető meg.
- (Budapest)-Letenye irányából az M7-es autópályán illetve az M70-es autóúton érhető el.
- Vasúton a Lendva-Muraszerdahely vasútvonalon menetrend szerinti járattal érhető el. Ez egy elszigetelt vasútvonal, a szlovén vasúthálózat maradék részével csak Horvátországon keresztül van összeköttetése.

## Sport
- NK Nafta Lendava – a legrégebbi alapítású szlovén labdarúgóklub. Otthona a Mestni Stadion.

## Híres emberek
- Hadik Mihály (Kőszeg, 1670 k. – Lendva, 1733) törökverő kapitány, Hadik András (hadvezér) édesapja
- Kakasdi Hajós Mihály ügyvéd
- Laubhaimer Oszkár közjegyző
- Némethy Vilmos Mura-vidéki magyar ügyvéd, közjegyző, lapkiadó, országgyűlési képviselő
- Zala György (Alsólendva, 1858. április 16. – Budapest, 1937. július 31.) szobrászművész, a századforduló hivatalos művészetének jelentős képviselője, a neobarokk emlékműszobrászat legjelentősebb mestere
- Pataky Kálmán (Alsólendva, 1896. november 14.– Los Angeles, 1964. február 29.) magyar operaénekes (tenor)
- Hadrovics László (1910–1997) nyelvész
- Pandúr Lajos/ Lajci Pandúr (Alsólendva, 1913.október 25 – Maribor, 1973. május 7.) festőművész, képzőművészeti tanár
- Murkovics János író, Alsólendván volt tanár
- Hajós Ferenc nagykövet
- Vlaj Lajos politikus

## Testvérvárosai
- Zalaegerszeg, Magyarország
- Budapest I. kerülete (Budavár), 2006 óta[12]

## Képek

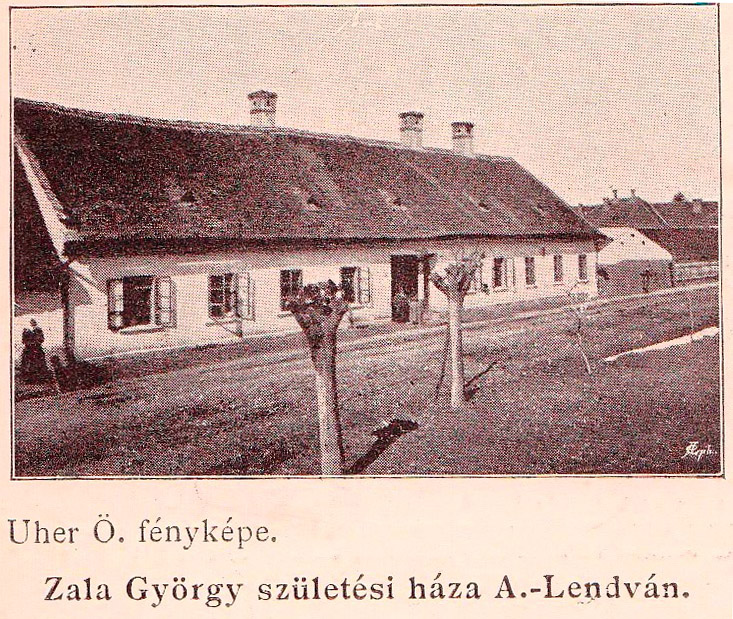
Zala György szülőháza
A Nafta Lendva stadionja
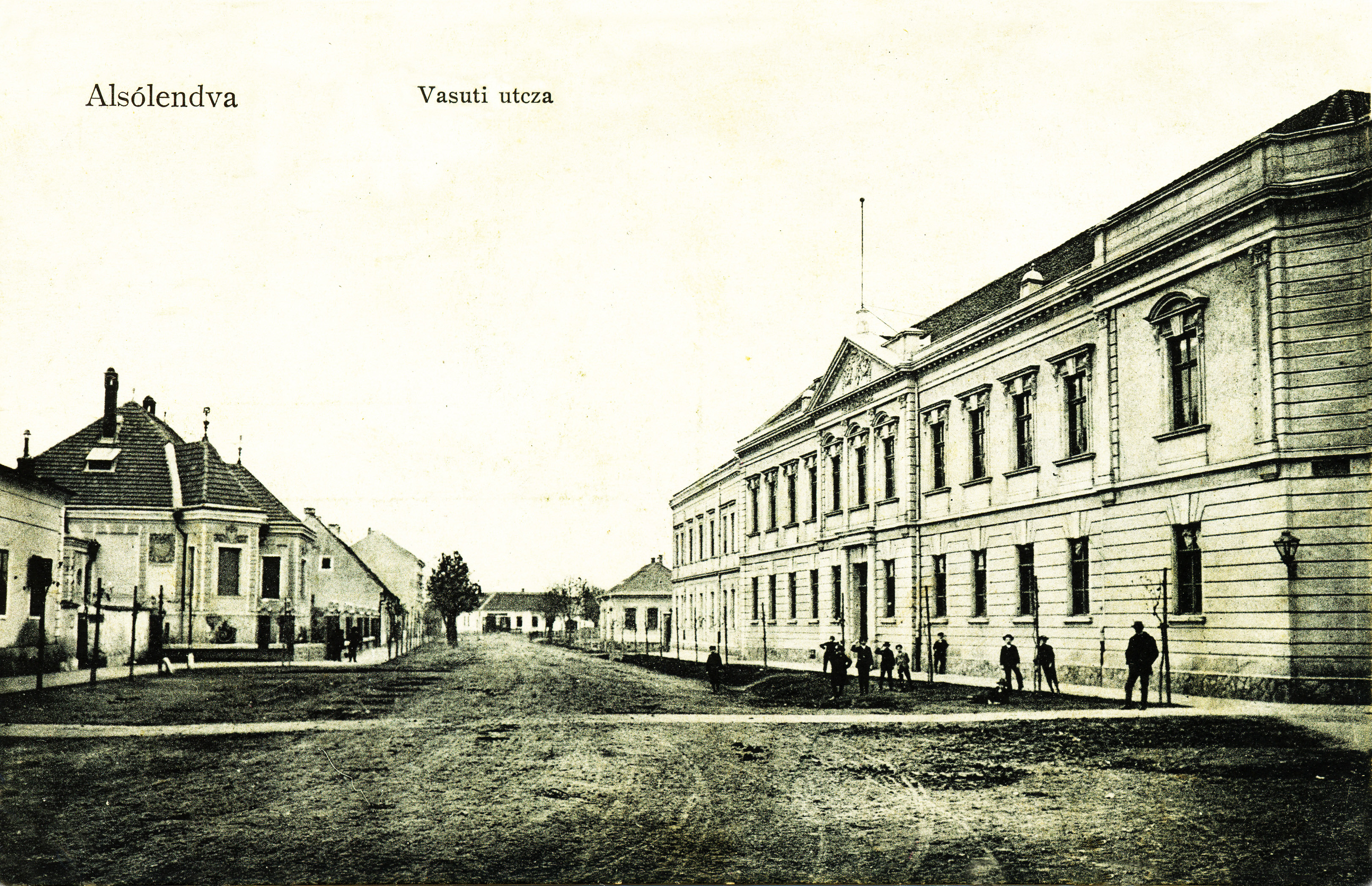
Az 1904-ben átadott járásbíróság épülete
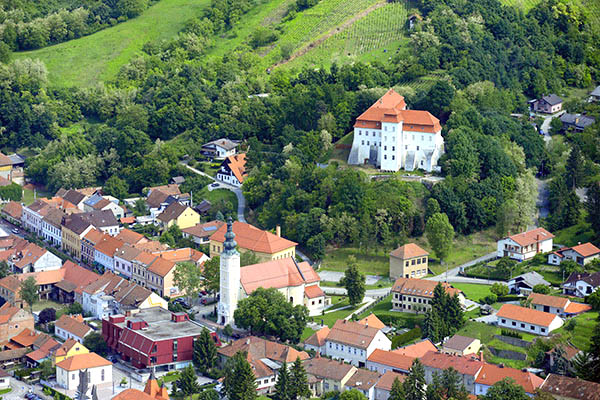
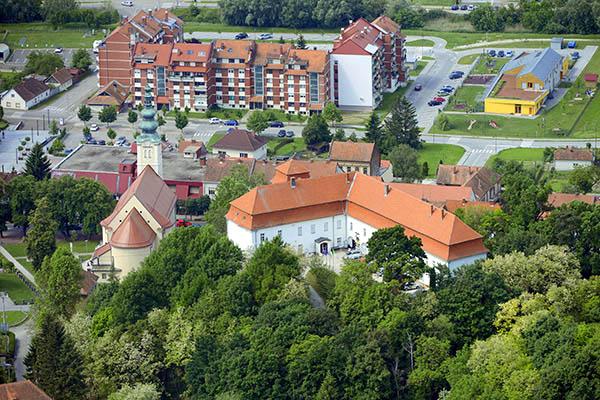
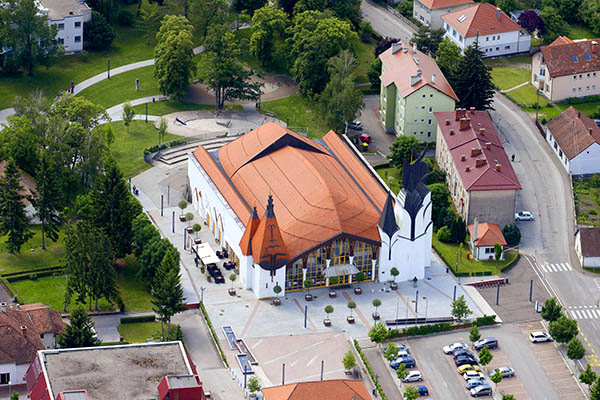
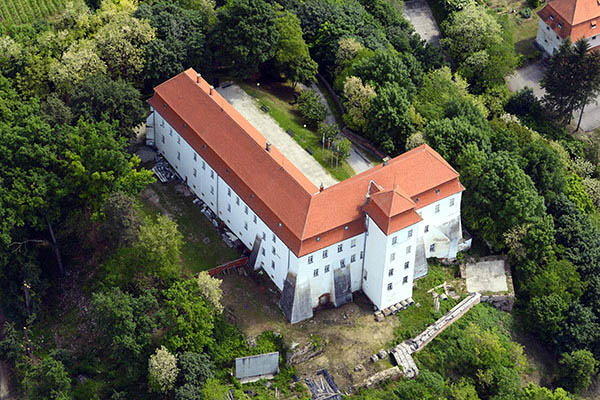
A lendvai vár

## Kapcsolódó szócikk
- Felsőlendva